# Jacques Prevel
Jacques Marie Prevel (Bolbec, 21 juillet 1915 - Sainte-Feyre, 27 mai 1951) est un poète français, il est surtout connu pour avoir été l'un des derniers et fidèles amis du poète Antonin Artaud. Jacques Prevel a eu un fils Stéphane  Dominique Jacques Prevel.

## Biographie
Venu du Havre, il arrive à Paris durant l'occupation. Vivant autour de Saint-Germain-des-Prés, il renonce à toute situation pour écrire, il connaît ainsi l'isolement et la misère. Ne trouvant pas d'éditeur il publie à ses propres frais ses trois plaquettes de poèmes : Poèmes mortels (1945), Poèmes pour toute mémoire (1947) et De colère et de haine (1950).
Le 27 mai 1946, Jacques Prevel rencontre Antonin Artaud (1896-1948), au lendemain de son retour de l’asile psychiatrique de Rodez, où il fut interné 9 ans. Cette rencontre est son illumination. À partir de ce jour va naître entre les deux hommes une amitié basée sur le respect, la quête incessante de la poésie et de la drogue (Prevel fournissant Artaud en laudanum et en opium).
Jacques Prevel tient jusqu'à la mort d'Artaud (1948) son journal aujourd'hui appelé En compagnie d'Antonin Artaud, où il relate sa vie quotidienne avec le célèbre poète maudit.
Épuisé par la tuberculose, Jacques Prevel s'éteint au sanatorium de Sainte-Feyre le 27 mai 1951, cinq ans jour pour jour après sa rencontre avec Artaud. 
Il est enterré dans le caveau familial à Bolbec en Seine-Maritime au côté de sa grand-mère et de sa tante Germaine Chéron.
Sur la pierre tombale sont gravés ces quelques vers :

« Et je suis las de cette brume qui s'efface

Je suis fatigué de cette misère

Et j'imagine un amour où je pourrais vivre sans pleurer

J'imagine un pays où je pourrai mourir sans regret. »

## Œuvres
- Poèmes mortels, Paris, 1945, 61 p., avec un portrait de l'auteur par Gustav Bolin
- Poèmes pour toute mémoire, Paris, J. Haumont, 1947, 35 p.
- De colère et de haine, Paris, Éditions du Lion, 1950, 81 p., avec un poème par Antonin Artaud

posthumes
- En dérive vers l’absolu, Paris, Seghers, 1952, poèmes précédés d'une introduction de Jean Rousselot
- L'été tout en larmes, Disques Montjoie, 1959, livre-disque (45 tours), récitant : Michel Vitold, intermèdes au luth : Monique Rollin, couverture de Jef Friboulet, présentation de Jean Rousselot.
- Poèmes, Paris, Flammarion, coll. « Textes », 1974

- En compagnie d'Antonin Artaud, Paris, Flammarion, 1974, texte présenté, établi et annoté par Bernard Noël ; nouvelle édition suivie de Poèmes, établie par Gérard Mordillat et Jérôme Prieur, Paris, Flammarion, 1994 et 2015

## Filmographie
- Jacques Prevel, de colère et de haine, film documentaire réalisé par Gérard Mordillat et Jérôme Prieur (23'), 1993
- La Véritable histoire d'Artaud le mômo, film documentaire réalisé par Gérard Mordillat et Jérôme Prieur (2h50), 1993
- En compagnie d'Antonin Artaud, film de fiction réalisé par Gérard Mordillat, scénario et dialogues de Gérard Mordillat et Jérôme Prieur, d'après le journal de Jacques Prevel (1h30), 1993. Sami Frey obtiendra le FIPA d'Or de la meilleure interprétation masculine pour son rôle d'Antonin Artaud